# تل جوقین

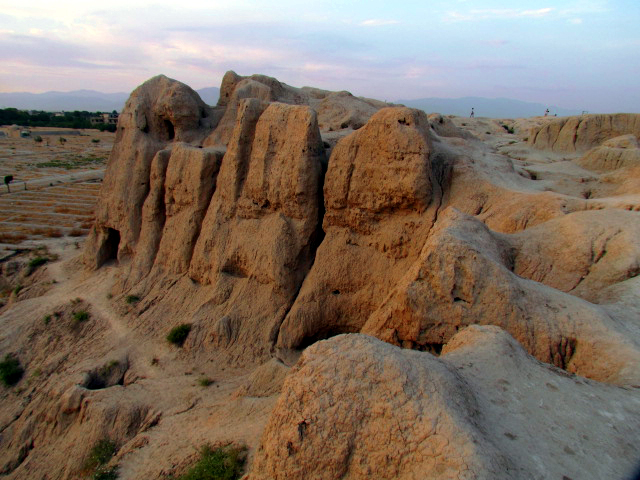
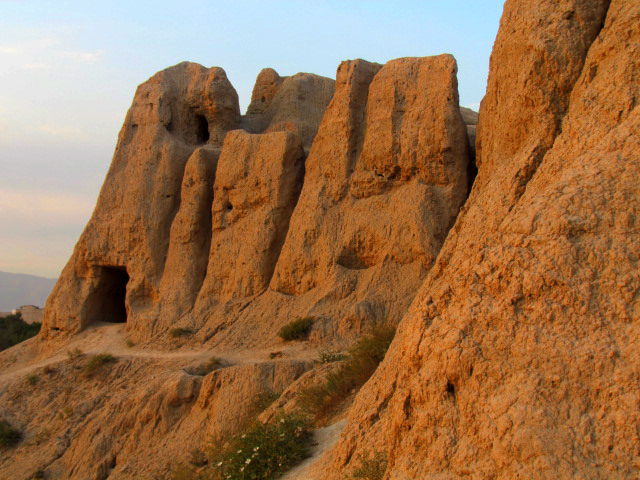
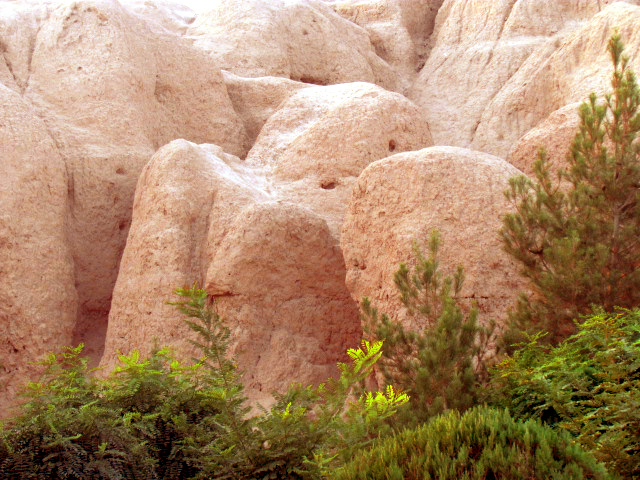
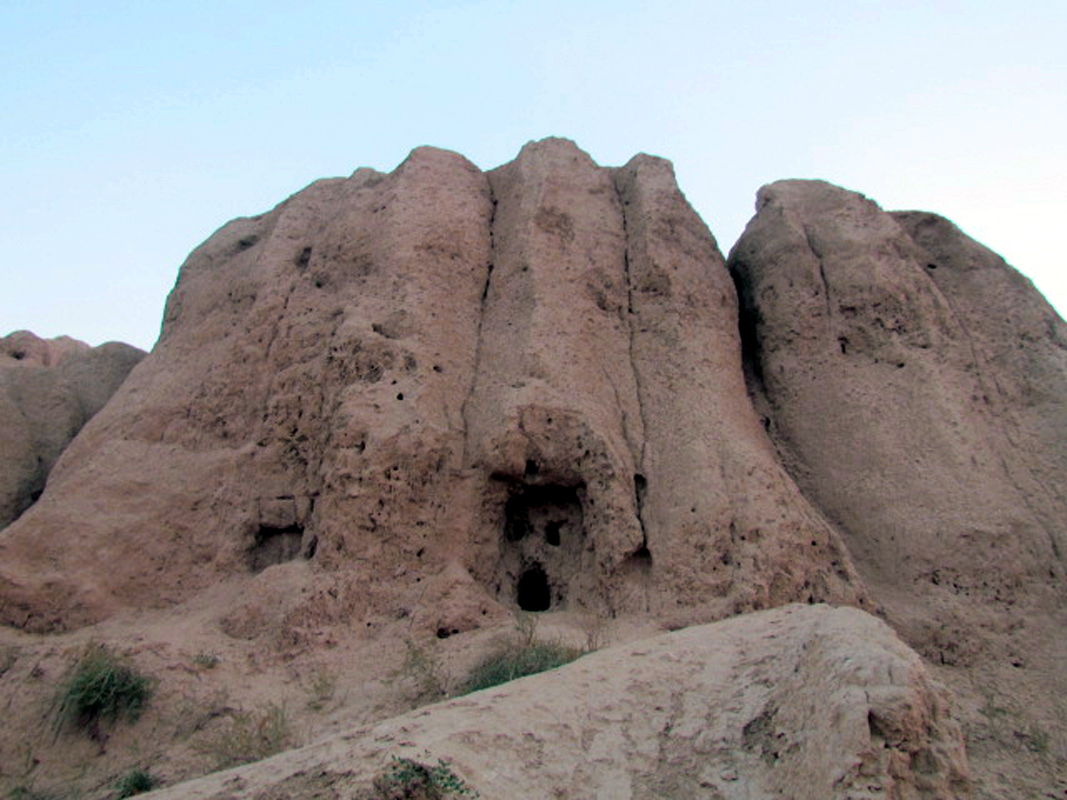
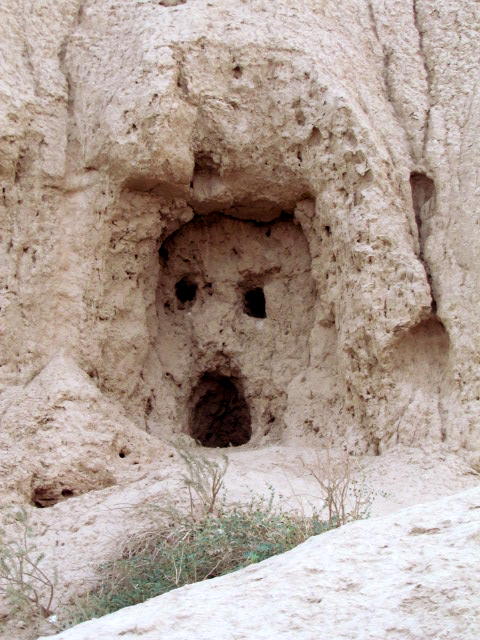

ينتمي تل جوقین إلى الفترات التاريخية ما بعد الإسلامية ويقع في شهريار، جوقین. تم تسجيل هذا العمل في 26 ديسمبر 2000 مع تسجيل رقم 2889 كواحد من المعالم الوطنية في إيران.
ينتمي هذا التل إلى العصر الساساني. تل جوقین هو أحد المعالم التاريخية لمدينة شهريار التي لم يتم حفرها بعد. يعد جوغين هيل أحد أهم وأكبر المباني المبنية من الطوب في المنطقة، وأبراجها وتحصيناتها، بالإضافة إلى المواد والطوب المستخدمة فيها، تعرض الأعمال المعمارية قبل الإسلام. «تل جوقین» هي قلعة عسكرية من الطوب بالكامل تعود إلى العصر الساساني، والتي أصبحت الآن تلة وتقع في قرية جوقین في شهريار. تم تسجيل هذا العمل في 26 ديسمبر 2000 برقم تسجيل 2889 كواحد من الأعمال الوطنية لإيران. ينسب تل جوغين وقلعة أخرى في وسط قرية جوقين القديمة إلى بهرام جوبين. توجد التحف القديمة من  تل جوقین في متحف إيران القديمة.